# Подгужин (гмина)
Подгужин (пол. Podgórzyn) — сельская гмина (волость) в Польше, входит как административная единица в Еленегурский повет, Нижнесилезское воеводство. Население 7824 человека (на 2004 год).

## Демография
| Перепись                       | Всего   | Всего | Женщины | Женщины | Мужчины | Мужчины |
| ------------------------------ | ------- | ----- | ------- | ------- | ------- | ------- |
| Единицы                        | человек | %     | человек | %       | человек | %       |
| Население                      | 7824    | 100   | 4027    | 51,5    | 3797    | 48,5    |
| Плотность населения (чел./км²) | 94,9    | 94,9  | 48,8    | 48,8    | 46      | 46      |

## Сельские округа
1. Боровице
2. Глембоцк
3. Марчице
4. Милкув
5. Подгужин
6. Пшесека
7. Соснувка
8. Станишув
9. Сцегны
10. Захелме

## Соседние гмины
1. Еленя-Гура
2. Карпач
3. Ковары
4. Гмина Мыслаковице
5. Пеховице